# كينيتشيرو مهتا
كينيتشيرو مهتا (باليابانية: 米田 兼一郎) (2 يوليو 1982 في كاغوشيما في اليابان – )؛ هو لاعب كرة قدم ياباني سابق كان يلعب كلاعب وسط.

## وصلات خارجية
- كينيتشيرو مهتا على موقع رابطة كرة القدم اليابانية للمحترفين (اليابانية)
- كينيتشيرو مهتا على موقع قاعدة بيانات كرة القدم.إي يو (الإنجليزية)
- كينيتشيرو مهتا على موقع Soccerway.com (الإنجليزية)
- كينيتشيرو مهتا على موقع عالم كرة القدم.نت (الإنجليزية)